# Halldor Skard
Halldor Skard (Oslo, 11 aprile 1973) è un ex combinatista nordico norvegese, vincitore di varie medaglie olimpiche e iridate.

## Biografia
In Coppa del Mondo esordì il 7 gennaio 1995 a Schonach (4°), ottenne il primo podio il 28 gennaio successivo a Vuokatti (2°) e l'unica vittoria l'11 dicembre 1996 a Steamboat Springs.
In carriera prese parte a un'edizione dei Giochi olimpici invernali, Nagano 1998 (non conclude l'individuale, 1° nella gara a squadre), e a due dei Campionati mondiali, vincendo due medaglie.

## Palmarès

### Olimpiadi
- 1 medaglia:
  - 1 oro (gara a squadre a Nagano 1998)

### Mondiali
- 2 medaglie:
  - 1 oro (gara a squadre a Trondheim 1997)
  - 1 argento (gara a squadre a Thunder Bay 1995)

### Mondiali juniores
- 5 medaglie:
  - 4 ori (gara a squadre a Štrbské Pleso 1990; individuale, gara a squadre a Vuokatti 1992; gara a squadre a Harrachov 1993)
  - 1 argento (gara a squadre a Reit im Winkl 1991)

### Coppa del Mondo
- Miglior piazzamento in classifica generale: 5º nel 1996
- 5 podi (tutti individuali):
  - 1 vittoria
  - 2 secondi posti
  - 2 terzi posti

#### Coppa del Mondo - vittorie
| Data             | Località          | Nazione     | Trampolino   | Spec. |
| ---------------- | ----------------- | ----------- | ------------ | ----- |
| 11 dicembre 1996 | Steamboat Springs | Stati Uniti | Howelsen K88 | IN    |

Legenda:

IN = individuale Gundersen

NH = trampolino normale